# Festa di mezzanotte - L'invito è a sorpresa
Festa di mezzanotte - L'invito è a sorpresa (A Feast at Midnight) è un film britannico del 1994 diretto da Justin Hardy e girato in parte a Tottenham House.